# 2n Festival Internacional de Cinema de Canes
El 2n Festival Internacional de Cinema de Canes es va dur a terme del 12 al 25 de setembre de 1947. El nou edifici que havia d'allotjar el festival, el Palais du Festival, encara no estava llest, i l'organització va patir nombrosos problemes tècnics i financers. En 1947 la totalitat del jurat del festival era format per francesos. Es van atorgar sis premis a pel·lícules de diferentes categories.

## Jurat
Els seleccionats per format part del jurat de pel·lícules i curtmetratges foren:
- Georges Huisman (historiador) President
- Raymond Borderie (funcionari del CNC)
- Georges Carriere (cinèfil)
- Jean-François Chosson (funcionari del CNCl)
- Joseph Dotti (cinèfil)
- Escoute (funcionari municipal de Canes)
- Jean Grémillon (director)
- Maurice Hille (cinèfil)
- Robert Hubert (productor)
- Alexandre Kamenka (productor)
- Jean Mineur (funcionari de la CNCF)
- Henri Moret (cinèfil)
- Jean Nery (crític)
- Maurice Perisset (cinèfil)
- Georges Raguis (sindicalista)
- René Jeanne (crític)
- Georges Rollin (actor)
- Régis Roubin (cinèfil)
- Marc-Gilbert Sauvajon (director)
- Segalon (cinèfil)
- René Sylviano (compositor)

## Pel·lícules en competició
Les següents pel·lícules competiren pel Grand Prix:
- Les Amants du pont Saint-Jean de Henri Decoin
- Antoine et Antoinette de Jacques Becker
- Boomerang! d'Elia Kazan
- La figlia del capitano de Mario Camerini
- La gata de Mario Soffici
- The Chase d'Arthur Ripley
- Crossfire d'Edward Dmytryk
- Les Maudits de René Clement
- Dumbo de Ben Sharpsteen
- Il delitto di Giovanni Episcopo d'Alberto Lattuada
- Ivy de Sam Wood
- The Jolson Story d'Alfred E. Green
- Les jeux sont faits de Jean Delannoy
- Sperduti nel buio de Camillo Mastrocinque
- Marouf Savetier du Caire de Jean Mauran
- Mine Own Executioner d'Anthony Kimmins
- Paris 1900 de Nicole Vedres
- Possessed de Curtis Bernhardt
- Skeep till India land d'Ingmar Bergman
- La copla de la Dolores de Benito Perojo
- The Strange Love of Martha Ivers de Lewis Milestone
- A Tanítónő de Márton Keleti
- Två kvinnor d'Arnold Sjostrand
- Ziegfeld Follies de Vincente Minnelli

## Curtmetratges
Els següents curtmetratges competien pel Grand Prix du court métrage:
- Aux portes du monde saharien de Robert Vernay
- Bianchi pascoli de Luciano Emmer
- Cacciatori Sottomarini d'Alliata
- Caravane Boréale de Hugh Wallace
- De Stichter de Charles Dekeukeleire
- Escale Au Soleil de Henri Verneuil
- Powódź de Jerzy Bossak, Wacław Kaźmierczak
- L'Ile Aux Morts de Norman Mclaren
- L'Oeuvre Biologique de Pasteur de Jean Painleve
- La Petite République de Victor Vicas
- Les Danseurs D'Echternach de Evy Friedrich
- New Faces Come Back de Richard Davis
- Rhapsodie de Saturne de Jean Image
- Risveglio di Primavera de Pietro Francisci
- Symphonie Berbère de André Zwoboda
- Tea For Teacher de W. M. Larkins

## Premis
Les pel·lícules i curtmetratges guardonats el 1947 foren:

Pel·lícules
- Grand Prix - Comédies musicales: Ziegfeld Follies de Vincente Minnelli
- Grand Prix - Films psychologiques et d'amour: Antoine et Antoinette de Jacques Becker
- Grand Prix - Dessin animé: Dumbo de Walt Disney, Ben Sharpsteen
- Grand Prix - Films sociaux: Crossfire d'Edward Dmytryk
- Grand Prix - Films d'aventures et policiers: Les Maudits de René Clement

Curtmetratges
- Grand Prix - Documentaires: Powódź de Jerzy Bossak, Wacław Kaźmierczak